# Меморіал «Вічно живим» (Кременчук)
Меморіа́л «Ві́чно живи́м» — меморіал у Кременчуці, встановлений до 30-річчя визволення міста від німецької окупації.

## Історія
Під час Другої світової війни на місці, де зараз розташований меморіал, знаходився найбільший з дев'яти концтаборів міста.
28 вересня 1973 року, до 30-річчя звільнення міста, неподалік від палацу культури «КрАЗ» був урочисто відкрит меморіал «Вічно живим».

## Опис
Основу меморіалу складає скульптурна група, тонована під сріблястий метал, встановлена на ступінчатий постамент з червоного граніту (16,5 × 6,0 × 1,5 м). Біля постаменту палав (до 2023р)Вічний вогонь. Позаду скульптурної композиції розташована бетонна стела з написом «Вічно живим», облицьована червоною гранітною плиткою (40,0 × 10,5 × 11 м).
Скульптурна група композиційно складається з семи фігур (висота 6,5 м) — п'ятьох чоловічих, однієї жіночої та однієї дитячої. Центральною є постать лікаря-військовополоненого з гордо піднятою головою. Він підтримує свого знесиленого товариша і ніби промовляє: «Гину, але не здаюся!».